# Digitaria sabulicola
Digitaria sabulicola är en gräsart som beskrevs av Johannes Jan Theodoor Henrard. Digitaria sabulicola ingår i släktet fingerhirser, och familjen gräs. Inga underarter finns listade i Catalogue of Life.